# As (rézpénz)

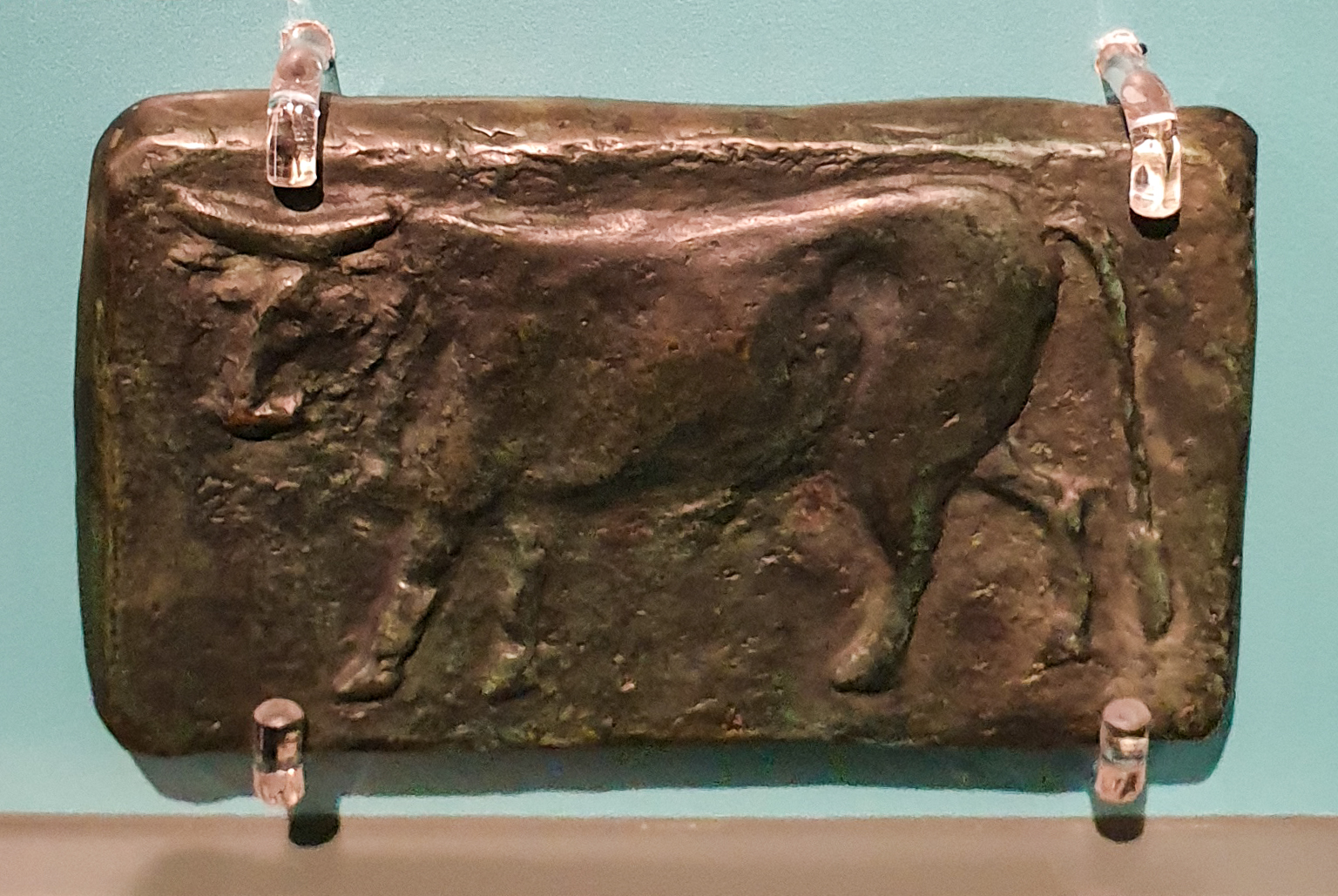
Római réz-bronz öntvény, 327,45 gr, egy as – rajta a marha jelével. I. e. 4. század

Az as egy római súly- és pénzegység. Mint súly 327,45 g vörösréznek felelt meg. Az asnak mint bronz-, később rézpénznek a tömege a Kr. e. 3. századra 27,3 grammra csökkent. A köztársaság korában még öntött technikával készült első as-érmék előlapján Ianus feje, hátlapján egy hajóorr volt látható. 4 as tett ki egy sestertiust. A Kr. u. 3. századig verték.